# Новорождественское сельское поселение (Омская область)
Новорождественское се́льское поселе́ние — муниципальное образование в Исилькульском районе Омской области Российской Федерации.
Административный центр — село Новорождественка.

## География
Расстояние до районного центра — 29 км.

## История
Статус и границы сельского поселения установлены Законом Омской области от 30 июля 2004 года № 548-ОЗ «О границах и статусе муниципальных образований Омской области».

## Население
| 2010  | 2011  | 2012  | 2013  | 2014  | 2015  | 2016  |
| ----- | ----- | ----- | ----- | ----- | ----- | ----- |
| 1804  | ↘1796 | ↘1784 | ↘1775 | ↘1767 | ↘1761 | ↘1742 |
| 2017  | 2018  | 2019  | 2020  | 2021  | 2023  |       |
| ↗1746 | ↘1740 | ↗1751 | ↘1743 | ↗1786 | ↘1758 |       |

## Состав сельского поселения
| № | Населённый пункт | Тип населённого пункта       | Население |
| - | ---------------- | ---------------------------- | --------- |
| 1 | Аполлоновка      | деревня                      | ↘836      |
| 2 | Евсюки           | деревня                      | ↘247      |
| 3 | Новорождественка | село, административный центр | ↘718      |
| 4 | Озёрка           | деревня                      | ↘3        |